# Баягантайский наслег (Томпонский район)
Баягантайский наслег — сельское поселение в Томпонском районе Якутии Российской Федерации.
Административный центр — село Крест-Хальджай.

## История
Статус и границы сельского поселения установлены Законом Республики Саха (Якутия) от 30 ноября 2004 года N 173-З N 353-III «Об установлении границ и о наделении статусом городского и сельского поселений муниципальных образований Республики Саха (Якутия)».

## Население
| 2002  | 2010  | 2011  | 2012  | 2013  | 2014  | 2015  |
| ----- | ----- | ----- | ----- | ----- | ----- | ----- |
| 1844  | ↘1823 | ↘1821 | ↘1790 | ↘1767 | ↘1766 | ↘1759 |
| 2016  | 2017  | 2018  | 2019  | 2020  | 2021  |       |
| ↘1728 | →1728 | ↘1693 | ↘1664 | →1664 | ↗1683 |       |

## Состав сельского поселения
| № | Населённый пункт | Тип населённого пункта       | Население |
| - | ---------------- | ---------------------------- | --------- |
| 1 | Ары-Толон        | посёлок                      | ↗167      |
| 2 | Крест-Хальджай   | село, административный центр | ↘1332     |
| 3 | Ударник          | посёлок                      | ↗140      |